# Sturt
Sturt è un sobborgo di Adelaide, in Australia Meridionale; esso si trova 12 chilometri a sud-ovest del centro cittadino ed è la sede della Città di Marion. Al censimento del 2006 contava 2.020 abitanti.